# Alltid Amber
Alltid Amber är en svensk dokumentärfilm av Hannah Reinkainen Bergenman och Lia Hietala från 2020 som handlar om 17-åriga Amber. 
Filmen hade biopremiär i Sverige 21 augusti 2020. Filmen hade världspremiär på Berlin filmfestival 2020 och den var också invigningsfilm på Tempo dokumentärfestival 2020.

## Handling
Alltid Amber följer 17-åriga, icke-binära Amber. Dokumentären handlar om transvården i Sverige, och om vänskap som utsätts för påfrestningar och svek.